# 12591 Bergey
12591 Bergey eller 1999 RT133 är en asteroid i huvudbältet som upptäcktes den 9 september 1999 av LINEAR i Socorro County, New Mexico. Den är uppkallad efter Rachel Hope Bergey.
Asteroiden har en diameter på ungefär 4 kilometer och den tillhör asteroidgruppen Vesta.